# Paratinia sciarina
Paratinia sciarina är en tvåvingeart som beskrevs av Josef Mik 1874. Paratinia sciarina ingår i släktet Paratinia och familjen svampmyggor. Enligt den finländska rödlistan är arten nära hotad i Finland. Arten är reproducerande i Sverige. Artens livsmiljö är naturmoskogar. Inga underarter finns listade i Catalogue of Life.